# Little River (vattendrag i Australien, Victoria, lat -38,02, long 144,58)
Little River är ett vattendrag i Australien. Det ligger i delstaten Victoria, omkring 40 kilometer sydväst om delstatshuvudstaden Melbourne. Little River ligger vid sjön Lake Borrie.
Genomsnittlig årsnederbörd är 939 millimeter. Den regnigaste månaden är juni, med i genomsnitt 128 mm nederbörd, och den torraste är januari, med 44 mm nederbörd.